# 月岡野の戦い
月岡野の戦い（つきおかののたたかい）は、天正6年（1578年）10月4日に越中国月岡野（現、富山市上栄周辺）において織田軍の斎藤利治らと上杉家臣の河田長親らが戦い、織田軍が勝利した戦い。

## 戦いの背景
1578年3月、上杉謙信が急死し、その後継者争い「御館の乱」が勃発すると、織田信長はこれを好機と捉え、4月には上杉氏勢力下にある越中国を攻略すべく、越中出身で越中守護代家の由緒をもつ神保長住に佐々長穐らの兵をつけて飛騨口から侵攻させた。
当時北陸侵攻に当たっていた柴田勝家は加賀の一向一揆に手間取っており、能登も上杉方が保持していた。そこで、飛騨国口から越中を攻略することによってこれら前線の上杉軍と越後との連絡を絶ち、分断撃破する戦略があったと思われる。神保長住は神保旧臣や国人衆を味方につけて砺波郡の増山城を攻略するなど一定の成果を挙げたが、越中国内は依然として上杉氏優勢であった。
9月、織田信忠付の重臣斎藤利治率いる美濃・尾張の兵が援軍として越中戦線に送られた。

## 戦いの経過
斎藤利治率いる織田軍は姉小路氏（三木氏）の支援を受けて、飛騨国より越中南部に進出した。
先ず津毛城を攻略すると神保長住勢に守備を任せ、さらに北進して今泉城を攻めた。しかし同城の守りは堅く、夜半になり撤退を開始した。撤退する織田軍に対し、河田長親、椎名小四郎率いる上杉軍は城を打って出て織田軍を追撃した。
斎藤利治は地形の複雑な月岡野まで上杉軍を引きつけ、同地で一挙に逆襲に転じ、首級360を討ち取り、三千人以上捕捉し勝利を得た。
後から姉小路頼綱が飛騨から長棟越えで越中に入り合流した。 
その後今泉城も攻略し、富山城を奪還し越中国に織田方の橋頭堡を築いた。
信長や信忠は利治に感状を与え、加増を行って戦功を称えた。

## 戦いの結果
この戦いの結果、日和見であった越中国人らが続々と織田氏に帰順し、越中国内の勢力図は塗り替えられ、上杉氏が劣勢となった。信長はこの戦果を拡大すべく、信忠付の毛利長秀、坂井越中守、森長可、佐藤秀方らをさらに援軍として送ったが、北国越中の厳冬への危惧と、上方で荒木村重の謀反が起こったため撤退を命じた。信忠軍による越中平定は頓挫し、上杉氏に立ち直らせる時間を与えることになった。しかし上杉氏の攻勢の勢いは落ちることとなった。
一方で、第三次信長包囲網が上杉軍敗退により崩壊した。能登国と加賀国が本国越後国と分断され劣勢となり、上杉は前線を後退させた。
織田氏による越中平定は、柴田勝家率いる北陸方面軍へ引き継がれた。